# Rubens Sanchotene
Rubens Antonio de Palma Sanchotene (1946-2024) foi arquiteto, designer e professor, nascido em Uraguaiana-RS em 1946. Filho de Adoracy Palma Sanchotene (1911 - 2007) e Rubens Sanchotene. Com 12 anos de idade seu pai faleceu de infarto depois de apagar o fogo de sua oficina mecânica sozinho. Esse fato trouxe mudanças profundas na família, Adoracy, e seus dois filhos José Hermeto e Rubens mudaram-se para a cidade de Curitiba no Paraná onde já morava Izabel Maria Sanchotene Cunha, filha mais velha irmã de Rubens. Foi então que ingressou no Colégio Estadual do Paraná e terminou seus estudos básicos. "Com as aulas no Colégio Estadual , aprendi a desenhar um pouco mais. Nesse momento comecei a criar escudos. Não era nada montado, mas sim colagem, um desenho geralmente estilizado. Eu tinha facilidade para estilizar os desenhos na base da geometria." 
Ingressou depois na faculdade de economia e já trabalhava na Copel quando " um passarinho pousou na janela e ficou piando como louco" fato que Rubens interpretou como um sinal que deveria tomar uma decisão a qual tomou naquele momento de levantar e largar aquele emprego e ir trabalhar com seu irmão José no escritório de arquitetura onde começou sua jornada na profissão. 
"Eu tinha aproximadamente 19 anos, estudava Economia na Federal e trabalhava na COPEL como funcionáio público. 
É autor de marcas famosas como a da Sanepar  (a Companhia de Saneamento do Paraná) e a da Casa dos Freios, dois marcos do design gráfico paranaense. 
Em 1973 vence o concurso para o projeto do Edifício Sede do BNDES em Brasília, compondo equipe com com Leonardo Oba, José Sanchotene, Alfred Willer, Oscar Mueller e Ariel Stelle. O projeto só foi concluído anos depois e pela mesma equipe, na cidade do Rio de Janeiro.
Foi um dos primeiros professores de design na Universidade Federal do Paraná, em 1975, no curso de Desenho Industrial (hoje Design) e atualmente é professor da PUC-PR.